# Lindenplatz 11 (Flechtingen)

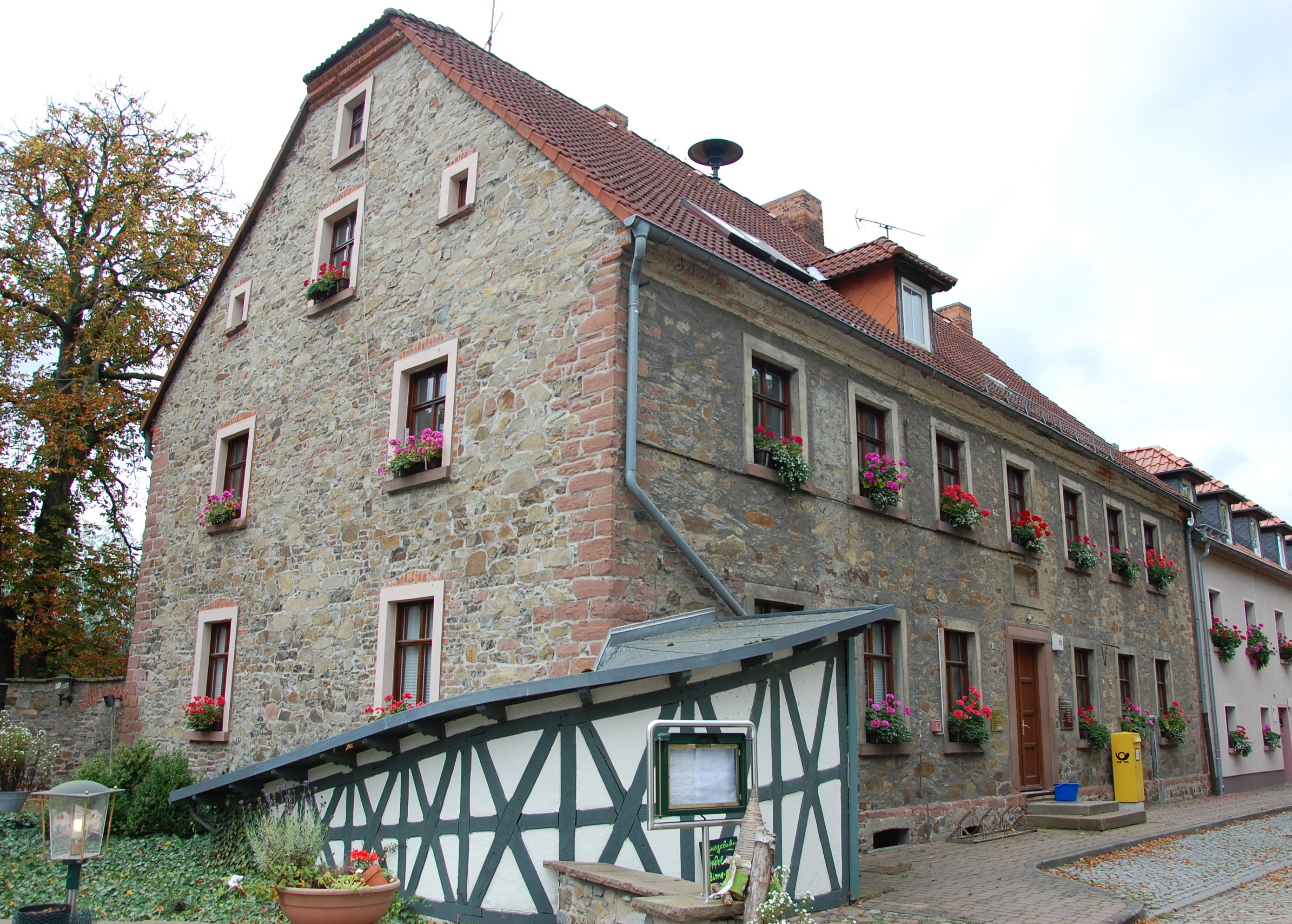
Haus Lindenplatz 11

Das Haus Lindenplatz 11 ist ein denkmalgeschütztes Gebäude in Flechtingen in Sachsen-Anhalt. 

## Lage
Das Gebäude befindet sich im Ortszentrum von Flechtingen auf der Westseite des denkmalgeschützten Lindenplatzes. Südlich des Hauses liegt der Zugang zum Schloss Flechtingen sowie der Schlossgraben.

## Architektur und Geschichte
Das aus Bruchsteinen errichtete zweigeschossige Haus entstand vermutlich in der zweiten Hälfte des 18. Jahrhunderts. Der Bau diente als Rentamtsgebäude und ist im örtlichen Denkmalverzeichnis als Amtshaus eingetragen. Bedeckt ist das im Barock gebaute Haus mit einem Satteldach. Über dem südlichen Giebel ist das Dach abgewalmt. An der südöstlichen Ecke befindet sich ein kleiner Fachwerkanbau, dessen Gefache mit Ziegeln ausgemauert sind. Im Anbau befindet sich die Treppe zum Eiskeller des Hauses. 